# Quentin Pryor
Quentin Pryor (Eupora, 26 juli 1983) is een Amerikaans professioneel basketballer. 
Pryor heeft gespeeld in verschillende Europese landen; waaronder Duitsland, Oostenrijk, Cyprus en Nederland. In het seizoen 2013/14 won hij de DBL en de NBB-Beker met Donar Groningen. Pryor staat bekend als een verdedigend ingestelde speler die vooral op de shooting guard speelt.

## Erelijst
Duitsland
- BBL All-Defensive Team (2011)

 Nederland
- Landskampioen (2014)
- NBB-Beker (2014)

4 Slagter ·
5 Coleman ·
6 Van der Ark ·
7 Bouwknecht ·
8 Dourisseau ·
9 Osaikhwuwuomwan ·
11 Wright ·
12 Bekkering ·
13 Hof ·
14 Pryor ·
15 Koenis ·
21 Voorn ·
Coach: Skelin
· Assistent-coach: Mekel